# 봉황역
봉황(김해여객터미널)역(Bonghwang (Gimhae Passengers Terminal) station, 鳳凰(金海旅客터미널)驛)은 경상남도 김해시 전하동에 위치한 부산-김해경전철의 역이다.

## 특징
봉황역부터 수로왕릉역까지 해반천 우측편으로 봉황대공원이 조성되어 있으며, 해반천을 건널 수 있도록 육교 및 엘리베이터가 설치되어 있다. 그리고 봉황역부터 수로왕릉역까지의 구간에 S자 곡선이 있다.
기존 병기역명은 '전하'였으나 김해여객터미널이 이 역앞으로 이전하면서 '김해여객터미널"로 변경하였다. 또한 1번출구는 신세계백화점 김해점과 연결되어 있다.

## 연혁
- 2011년 9월 16일 : 봉황(전하)역으로 영업 개시
- 2015년 2월 12일 : 부역명을 김해여객터미널로 변경

### 승강장
2면 2선 상대식 승강장이며, 승강장에는 스크린도어가 설치되어 있다.
| 부원↑     |
| \| 상     |
| ↓수로왕릉 |

| 상행 | ● 부산-김해 경전철 | 사상 방면   |
| 하행 | ● 부산-김해 경전철 | 가야대 방면 |

## 역 주변
- 김해여객터미널(신세계타운)
  - 신세계백화점 김해점
    - 반디앤루니스 신세계 김해점
    - 시코르 신세계 김해점

  - 이마트 김해점
    - 일렉트로마트 김해점
- 김해우체국
- 국민건강보험공단김해지사
- 봉황대공원
- 방주원

## 사진

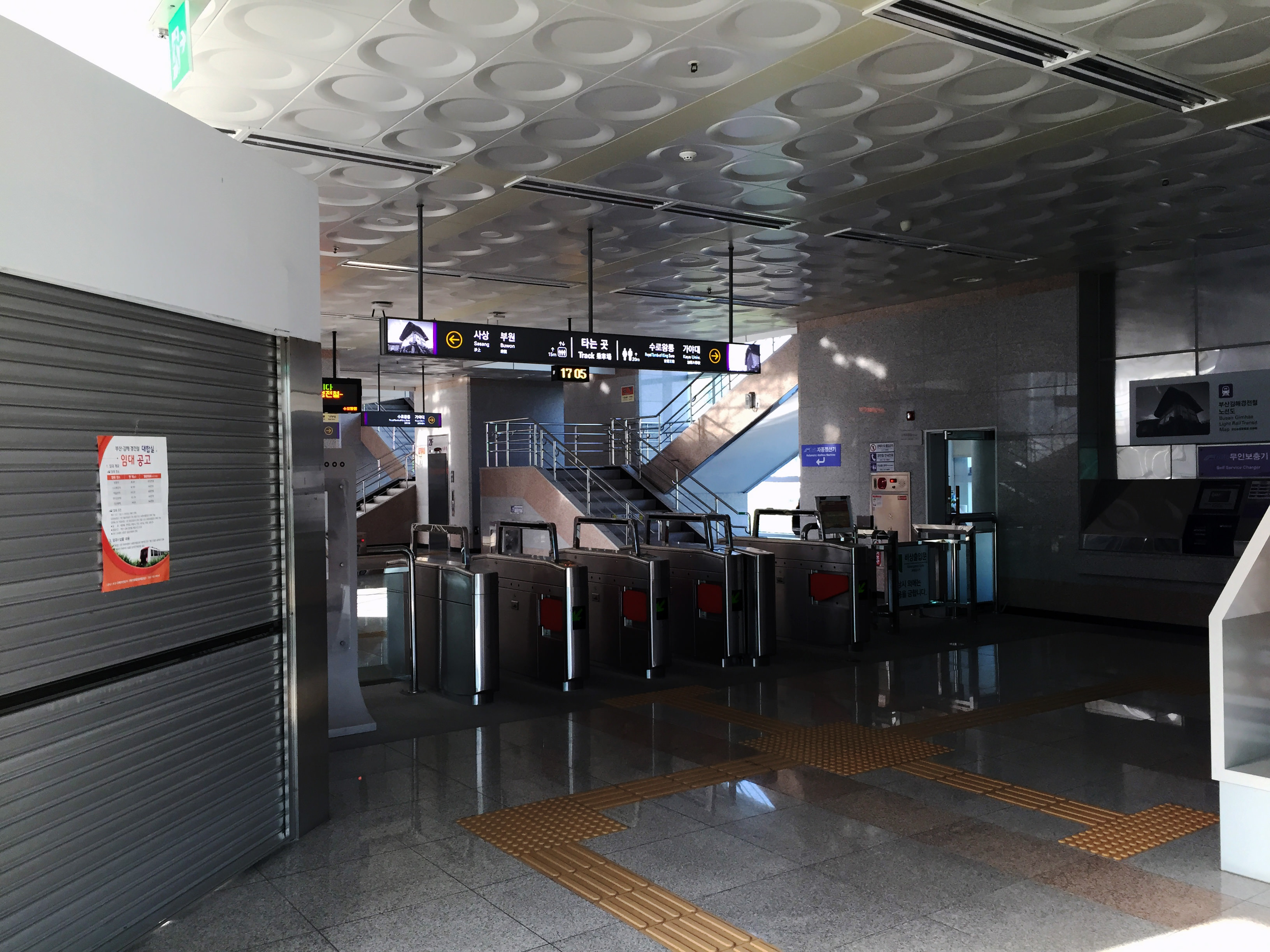
개찰구
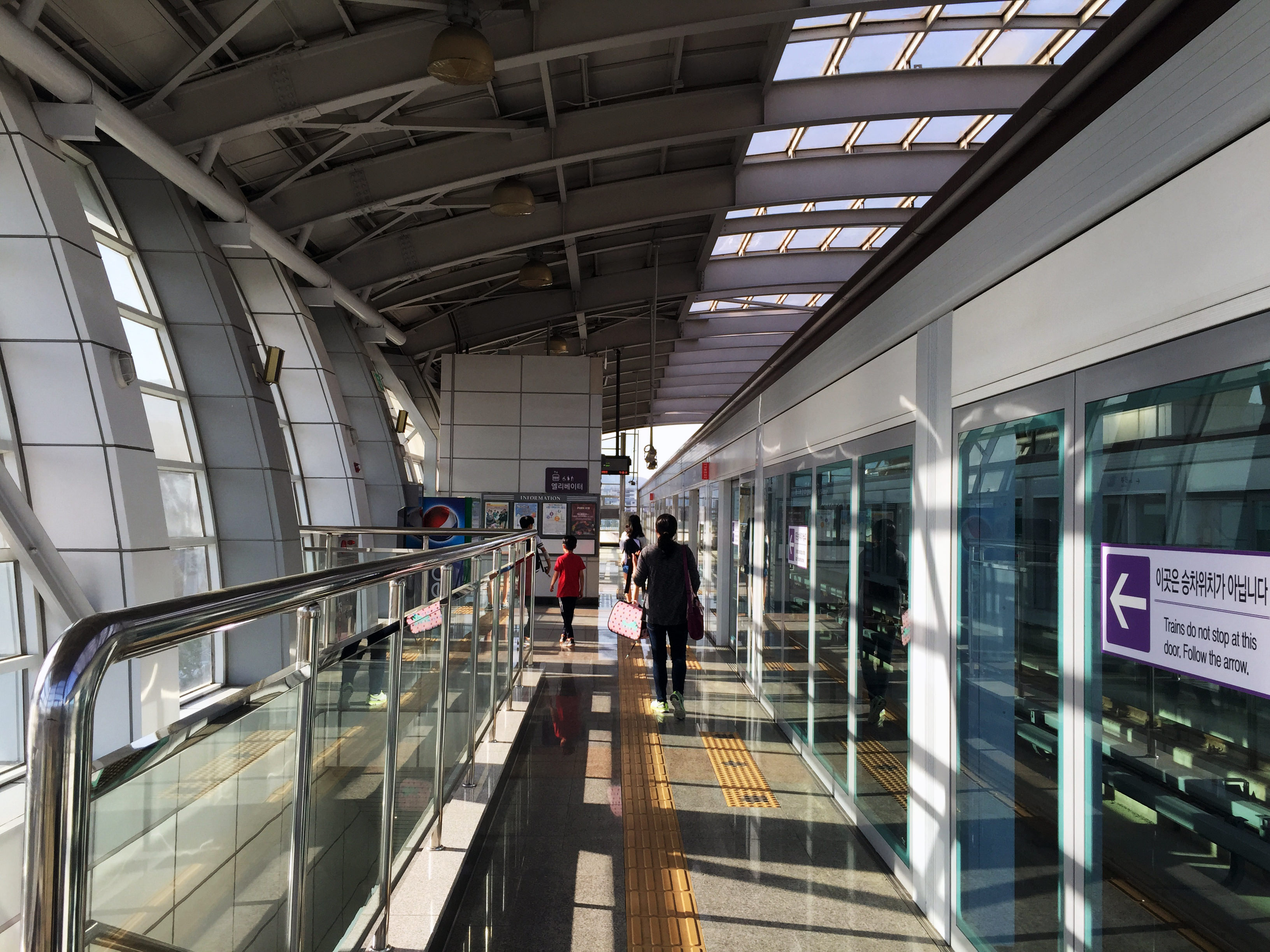
승강장

## 인접한 역
| 부산-김해경전철   | 부산-김해경전철    | 부산-김해경전철         |
| ----------------- | ------------------ | ----------------------- |
| 15 부원 사상 방면 | ● 부산-김해 경전철 | 17 수로왕릉 가야대 방면 |